# Bonetogastrura
Genre
Bonetogastrura est un genre de collemboles de la famille des Hypogastruridae.

## Liste des espèces
Selon Checklist of the Collembola of the World (version du 6 novembre 2019) :
- Bonetogastrura balazuci (Delamare Deboutteville, 1951)
- Bonetogastrura delhezi (Stomp & Thibaud, 1974)
- Bonetogastrura nivalis (Martynova, 1973)
- Bonetogastrura soulensis Thibaud, 1975
- Bonetogastrura spelicola (Gisin, 1964)
- Bonetogastrura subterranea (Carl, 1906)
- Bonetogastrura variabilis (Christiansen, 1951)

## Publication originale
- Thibaud, 1974 : Subdivision de Typhlogastrura, genre troglobie de la famille des hypogastruridas (insectes, collemboles). Spelunca Memoires, vol. 8, p. 205-208.